# Dailly (Écosse)
Pour les articles homonymes, voir Dailly.
Dailly est un village dans le South Ayrshire, au sud-ouest de l’Écosse.